# 김효재
김효재(金孝在, 1952년 5월 14일 ~ )는 대한민국의 언론인 출신 정치인이다.

## 생애
1980년 고려대학교를 졸업하고, 조선일보에 입사하여 편집국 부국장을 역임하였다.
1979년 조선일보를 입사하여, 2000년 조선일보 편집국 부국장을 역임하였고, 2008년 한나라당 후보로 성북을에 출마하여 제18대 국회의원에 당선되었다.
2011년 6월 9일 청와대 정무수석에 임명되었다. 2012년 2월, 한나라당 돈봉투 사건 의혹으로 청와대 정무수석에서 물러났다. 2012년 12월 27일에 10·26 서울시장 보궐선거 당시 중앙선거관리위원회 디도스(DDos·분산서비스거부) 공격 사건과 관련해 경찰 수사기밀을 누설한 혐의로 재판에 넘겨진 김효재(60) 전 청와대 정무수석의 유죄가 확정됐다. 대법원 3부(주심 박보영 대법관)는 12월 27일 공무상비밀누설 혐의로 기소된 김효재 전 수석에 대한 상고심에서 징역 1년에 집행유예 2년을 선고한 원심을 확정했다.(2013년 1월에 형선고실효 특별사면 및 특별복권되었다.)
2015년 12월 15일 제20대 국회의원 성북구을 예비후보로 등록하였다.
2016년 3월 20일 새누리당 제20대 국회의원 공천에서 민병웅, 최수영 예비후보와 전화 여론조사 경선을 벌인 후 민병웅 예비후보와 전화 여론조사 결선을 치른 후 3월 20일 경선 승리로 후보 공천을 확정했다. 2016년 4월 총선에서는 낙선했다.

## 학력
- 1964년 주산국민학교 졸업
- 1967년 흥국중학교 졸업
- 1971년 휘문고등학교 졸업
- 1980년 고려대학교 사회학과 졸업
- 2010년 고려대학교 언론대학원 신문방송학과 졸업(언론학 석사)

## 주요 경력
- 1979년 11월 ~ 1996년 1월 조선일보 입사
- 1996년 2월 ~ 1996년 12월 조선일보 사회부 차장
- 1997년 1월 ~ 1998년 2월 조선일보 국제부장
- 1998년 2월 ~ 2001년 5월 조선일보 문화부장 및 편집위원
- 2001년 6월 ~ 2004년 3월 조선일보 편집국 부국장(편집국 행정 및 컬럼 담당)
- 2003년 한국신문협회산하 판매협의회 회장
- 2004년 4월 ~ 2004년 9월 조선일보 논설위원
- 2007년 한나라당 이명박 대통령후보 언론특보
- 2007년 12월 제17대 대통령직 인수위원회 기획조정분과 자문위원
- 2008년 5월 제18대 한나라당 국회의원(~2011년 6월)
- 2008년 7월 한나라당 대표 비서실 실장
- 2011년 6월 청와대 정무수석(~2012년 2월)
- 2013년 8월 ~ 2015년 7월 국방대학교 안전보장대학원 초빙교수
- 2013년 새누리당 성북구(을) 원외 당협위원장
- 2015년 6월 한국전쟁기념재단 이사
- 2017년 2월 바른정당 경선관리위원회 위원
- 2017년 3월 ~ 2017년 11월 바른정당 성북구(을) 당협위원장
- 2017년 11월 자유한국당 복당
- 2020년 8월 ~ 2023년 8월 방송통신위원회 상임위원
- 2022년 2월 ~ 2023년 2월 제14기 시청자권익보호위원회 위원장
- 2023년 5월 ~ 2023년 8월 방송통신위원회 위원장 직무대행
- 2023년 6월 ~ 2023년 8월 방송통신위원회 부위원장
- 2023년 10월 ~ 한국언론진흥재단 이사장

## 국회 활동
다음과 같은 법안을 발의 하였다.
- 2009년 4월 2일 《어린이 식생활안전관리 특별법 일부개정법률안》
- 2009년 4월 2일 《문화재보호법 일부개정법률안》
- 2009년 3월 11일 《지방세법 일부개정법률안》

## 특이 사항
다음과 같은 모임에 가입되어 있다.
- 《위기관리포럼》 (국회 의원연구단체)
- 《함께 내일로》 (의원모임 소속)

## 사건
2011년 10월 26일, 10.26 재보궐에서 당시 중앙선관위 디도스 공격 사건 수사와 관련, 기밀을 누설한 혐의로 법정싸움을 계속 하였으며, 2012년 12월 27일, 상고심서 징역 1년에 집행유예 2년의 원심을 선고받았다. 2013년 1월 31일, 정당법위반과 공무상비밀누설의 건에 대해서 사면 복권을 받은 바 있다.

## 역대 선거 결과
|  | 47.25% |

|  | 32.45% |

## 같이 보기
- 성북구 을
- 서울 성북구의 국회의원
- 대한민국의 대통령비서실 수석비서관
- 대한민국의 방송통신위원회 부위원장
- 대한민국의 방송통신위원회 위원장